# Hirzenhain (Hesja)
Hirzenhain – miejscowość i gmina w Niemczech, w kraju związkowym Hesja, w rejencji Darmstadt, w powiecie Wetterau, nad rzeką Nidder. Gmina składa się z trzech dzielnic: Glashütten, Hirzenhain oraz Merkenfritz. 30 czerwca 2015 liczyła 2820 mieszkańców.
W latach 1943–1945 istniał tu obóz koncentracyjny. 25 marca 1945 roku, tuż przed zakończeniem wojny, oddział SS zamordował 87 więźniów obozu. Zostali oni pochowani w opactwie Arnsburg w roku 1960.